# Hôtel de Montmorin

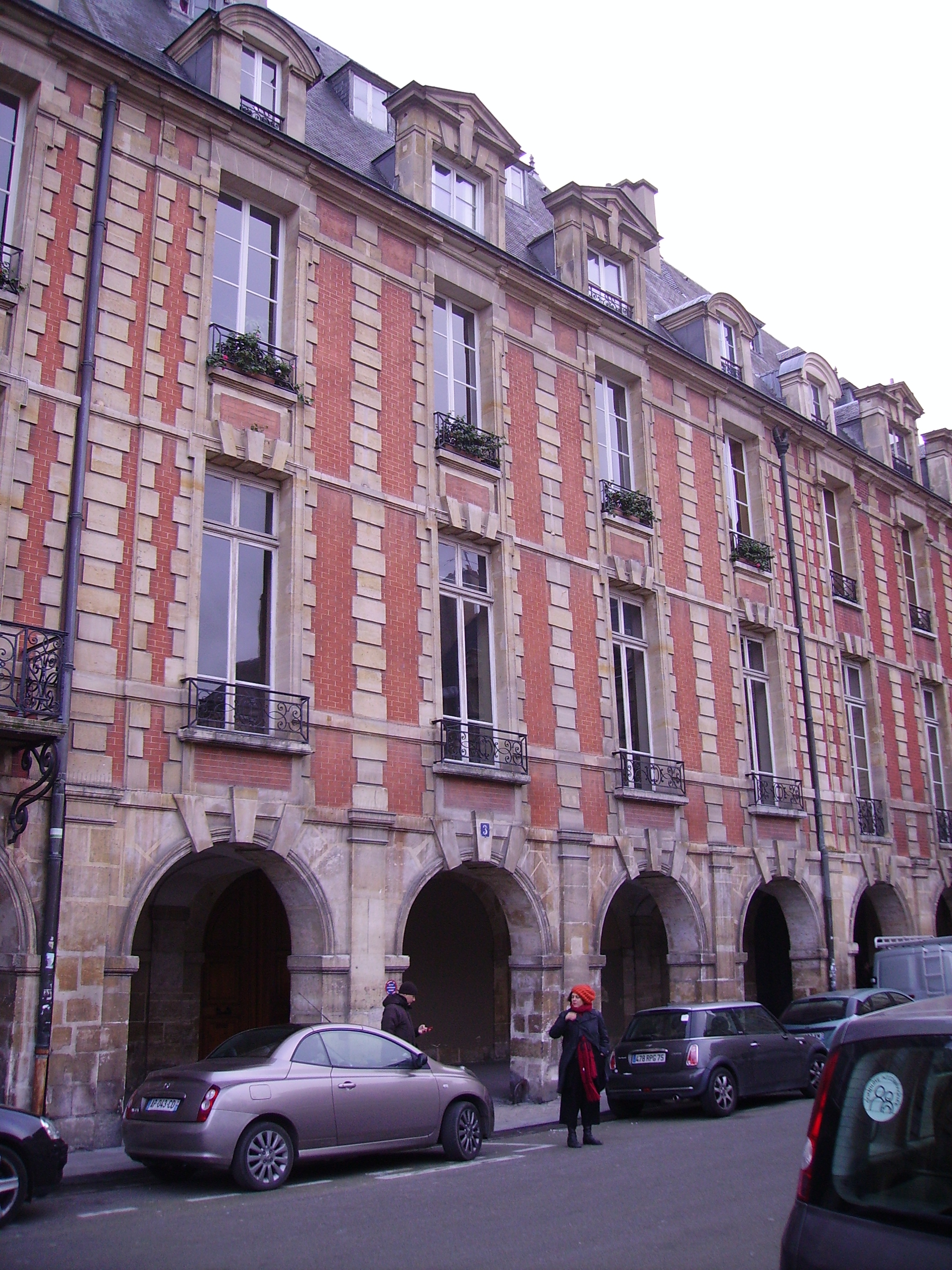
Hôtel de Montmorin

Hôtel de Montmorin je městský palác v Paříži. Nachází se v historické čtvrti Marais na náměstí Place des Vosges. Palác je v soukromém vlastnictví.

## Umístění
Hôtel de Montmorin má číslo 3 na náměstí Place des Vosges. Nachází se na jižní straně náměstí ve 4. obvodu.

## Historie
V roce 1605 zakoupil parcelu Simon le Gras de Vaubercey, sekretář Anny Rakouské a do roku 1609 zde vystavěl palác. V roce 1708 koupil dům královský parlamentní rada Charles-Nicolas Huguet de Sémonville a o rok později nechal přistavět na fasádu balkón. V letech 1875–1908 zde sídlila akciová společnost Union centrale des beaux-arts apliqués à l'industrie. Od roku 1939 zde má kanceláře Obchodní a průmyslová komora velkoobchodníků s vínem, cidrem a pálenkou pro Paříž a Île-de-France (Chambre syndicale des industries du commerce en gros des vins, cidres et spiritueux de Paris et d'Île-de-France).
Schodiště paláce je od roku 1953 chráněno jako historická památka, fasády střechy a podloubí od roku 1957.